# Альфа Циркуля
Альфа Циркуля (англ. Alpha Circini, α Cir), α Циркуля — переменная звезда в южном созвездии Циркуля. Обладает видимой звёздной величиной 3,19, является самой яркой звездой в созвездии и доступна для наблюдения невооружённым глазом. Измерения параллакса приводит к оценке расстояния около 54 световых лет (16,6 парсека) от Солнца.
Звезда принадлежит к классу переменных звёзд, известных как RoAp-звёзды. Осцилляции происходят в виде кратных нерадиальных пульсаций и главного цикла с периодом 6,8 минуты. Спектр обладает пекулярными особенностями, возникающими вследствие химической стратификации внешних слоёв атмосферы. Звезда обладает пониженным содержанием углерода, азота и кислорода и повышенным содержанием хрома (Cr). Спектральный класс звезды A7 Vp SrCrEu показывает, что данная звезда принадлежит главной последовательности с повышенным содержанием стронция (Sr), хрома и европия (Eu) в атмосфере (по сравнению со звездой типа Солнца).
Масса Альфы Циркуля составляет от 150 до 170 % массы Солнца, радиус вдвое превышает солнечный, светимость превышает солнечную более чем в десять раз. Эффективная температура внешней оболочки составляет около 7500 K, что соответствует белому цвету звезды спектрального класса A. Звезда вращается с периодом 4,5 суток, ось вращения наклонена на угол около 37 ± 4° к лучу зрения.
На основе данных о положении и движении звезды её относят к кинематической группе Беты Живописца. Данная движущаяся группа обладает общим происхождением и возрастом около 12 миллионов лет. На момент возникновения данной группы она, как считается, находилась на расстоянии около 91 светового года от центра группы.